# Policzki (potrawa)
Policzki – element tuszy wołowej lub wieprzowej, część głowizny, mięśnie policzkowe krowy lub świni.
Mięso policzków charakteryzuje się intensywnym smakiem i wyczuwalną kleistością, na co ma wpływ stosunkowo duża zawartość kolagenu. W stanie surowym jest twarde, chude i w pewnym stopniu poprzerastane błonkami. Po umiejętnym przyrządzeniu potrawa jest delikatna i soczysta, łatwo dzieląca się na włókna.

## Wykonanie
Przed przygotowaniem, z uwagi na twardość, policzki są najczęściej marynowane przez około dobę w oleju z czosnkiem, ziołami i przyprawami (np. tymiankiem i rozmarynem). Po upływie tego czasu są obsmażane na oleju, a następnie długotrwale duszone w wywarze (najlepiej ugotowanym na pieczonych kościach). W procesie duszenia dodawane jest wino – do wołowych czerwone, a do wieprzowych – białe. Możliwe jest też dodanie cydru jabłkowego lub piwa, najlepiej pszenicznego.
Mięso policzków najczęściej serwuje się z ziemniakami, chrzanem, kaszą gryczaną, kiszoną kapustą oraz sosami (chrzanowym lub grzybowym). Serwowane jest też na zimno. Charakteryzuje się podobnymi właściwościami odżywczymi, co m.in. polędwica wołowa. Zawiera dużo wartościowego białka i jest źródłem koenzymu Q10.

## Galeria

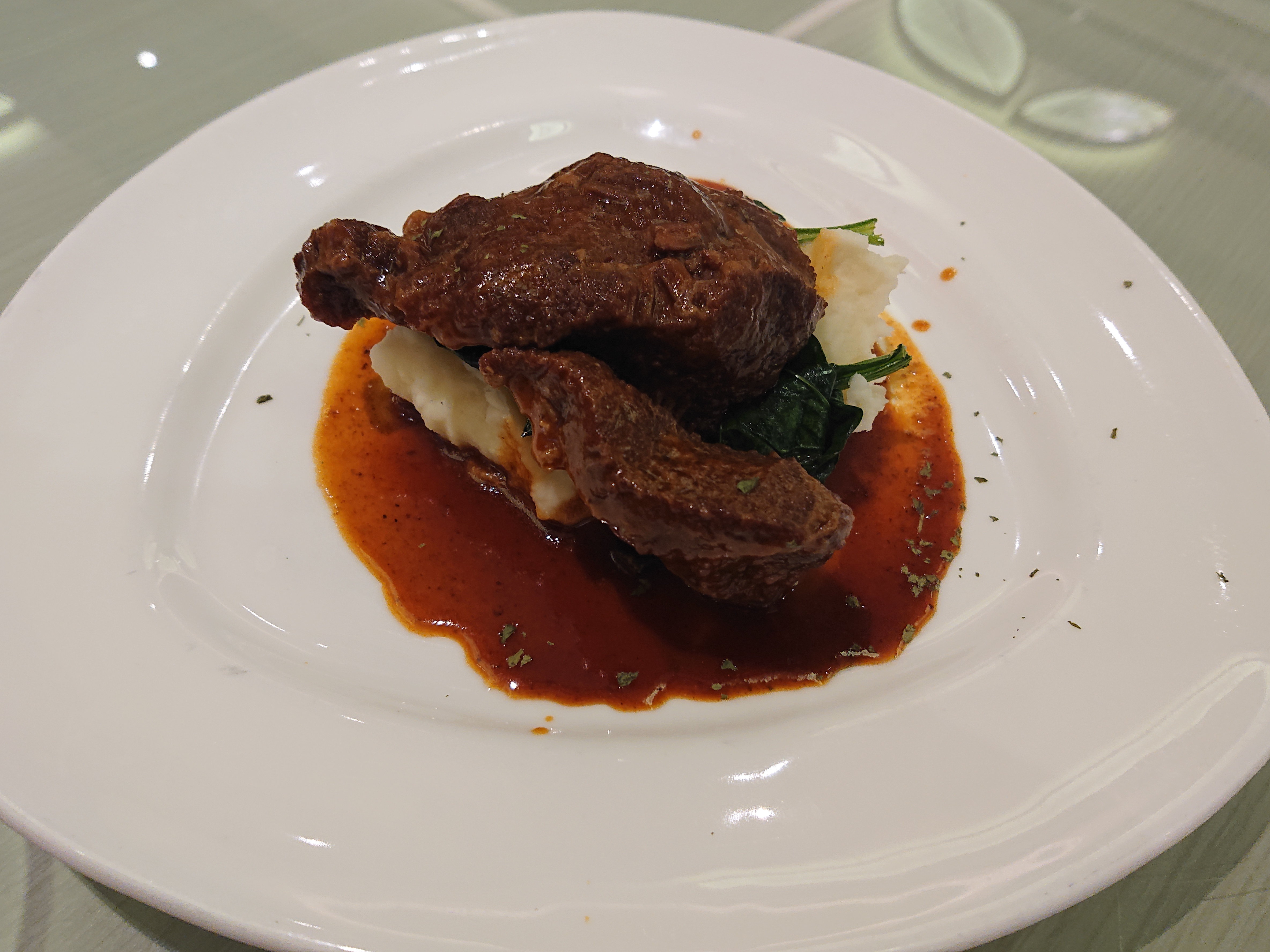
Policzki w Hongkongu
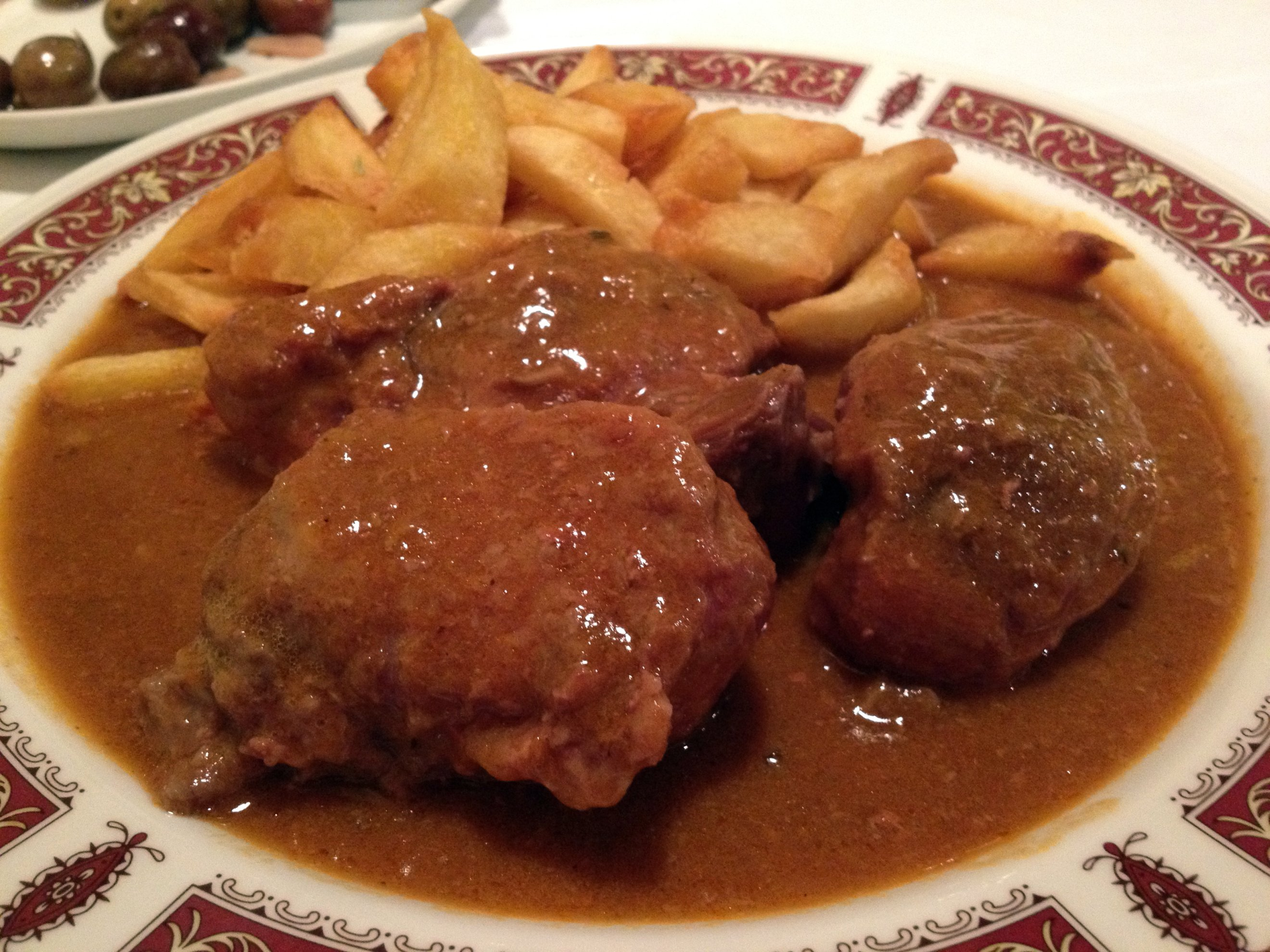
Hiszpańska wersja z Sewilli
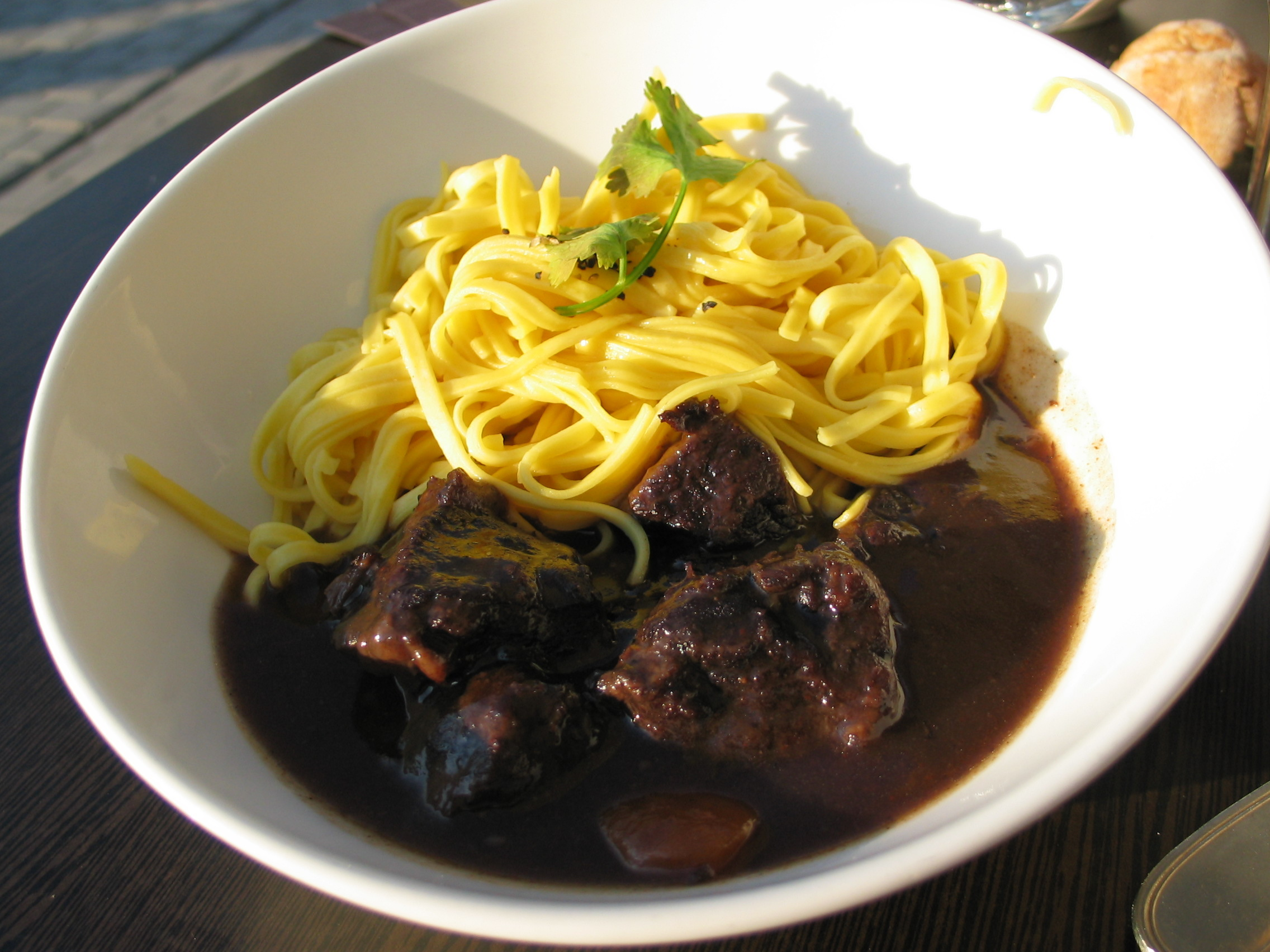
Boeuf bourguignon z policzków
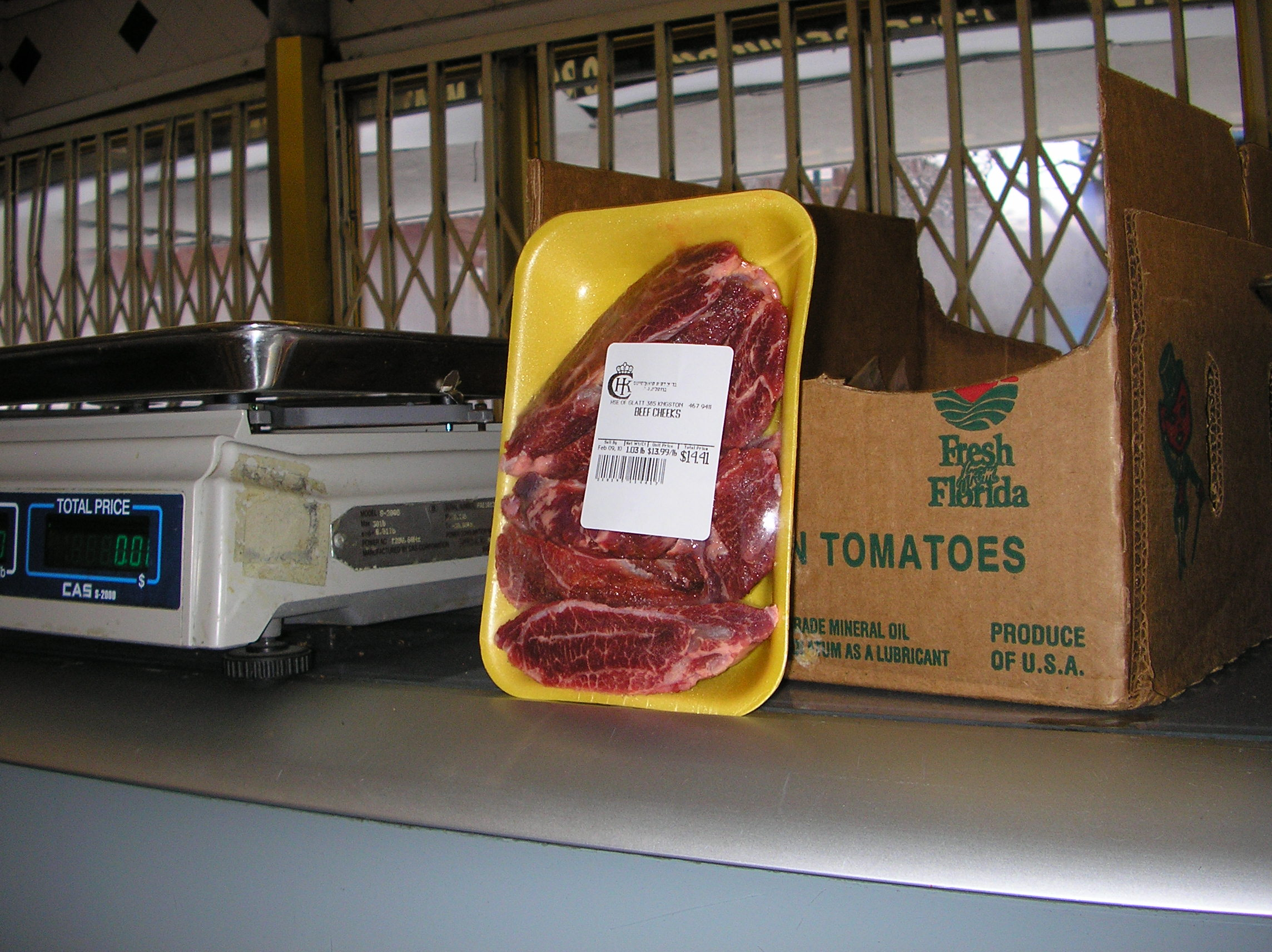
Surowe policzki w hali targowej